# Orange Blossom Special

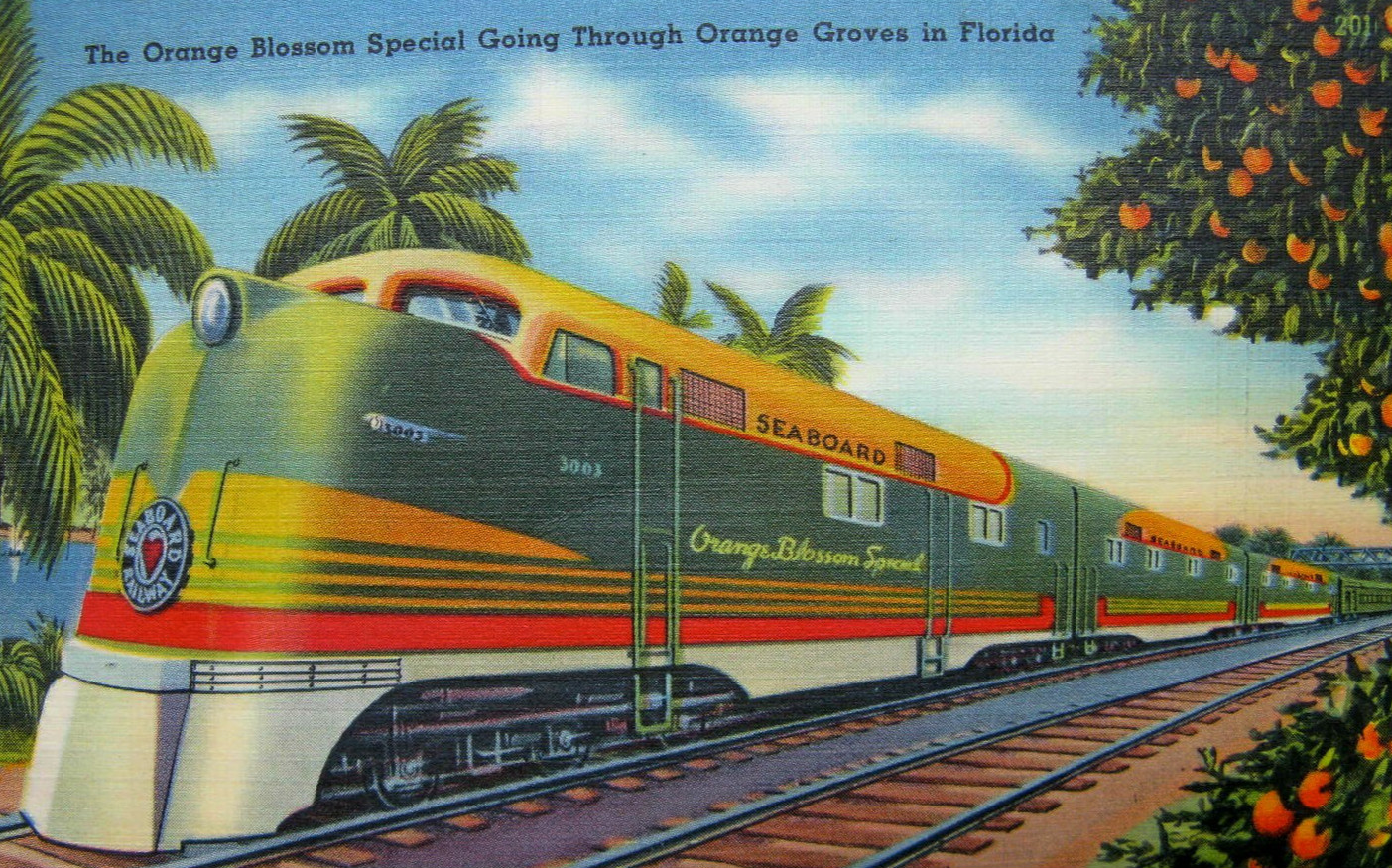
Zug der Railroad Orange Blossom Special (1939)

Der Orange Blossom Special war ein Luxus-Reisezug der Seaboard Air Line Railroad zwischen New York City und den Ferienresorts an der Ostküste von Florida. Am 21. November 1925 nahm er erstmals seinen fahrplanmäßigen Betrieb auf. Der Zug bestand vollständig aus Pullmanwagen und die Benutzung war teurer als die eines normalen Zuges.

## Geschichte
Die Route führte von New York über Philadelphia, Washington, D.C., Richmond, Raleigh, Columbia, Savannah und Jacksonville bis nach Miami. Der Zug fuhr um 9:30 Uhr in New York ab und erreichte Miami um 22:00 Uhr am folgenden Tag.
Infolge der Wirtschaftsflaute während der Großen Depression wurde das Angebot eingestellt. Danach wurde er 1934, diesmal mit modernen klimatisierten stromlinienförmigen Wagen und Diesellokomotiven (ab 1938) als Stromlinienzug wiederbelebt. Nach dem Fahrplan vom 7. Januar 1934 fuhr der Zug täglich um 12:30 Uhr ab New York und führte Kurswagen nach Miami, Saint Petersburg und Venice. Miami erreichte er um 18:55 Uhr am nächsten Tag.
Während der Zeit des Zweiten Weltkrieges kam es erneut zur Betriebseinstellung. Endgültig eingestellt wurde der Zug im April 1953. Vor allem die Konkurrenz von Auto, Flugzeug und anderen Zügen machten einen wirtschaftlichen Weiterbetrieb unmöglich.

## Adaption in der Country-Musik
In Anlehnung an diesen Zug komponierten 1938 Ervin T. Rouse, Robert Russell und Chubby Wise eine Fiddle-Melodie. Durch die Aufnahme von Bill Monroe 1942 wurde der Song Orange Blossom Special populär.